# دمیتریفکا (شهرستان بلاگووارسکی، باشقیرستان)
دمیتریفکا (انگلیسی: Dmitriyevka, Blagovarsky District, Republic of Bashkortostan) یک شهرک در شهرستان بلاگووارسکی باشقیرستان کشور روسیه است.